# Sandra Wu
Pour les articles homonymes, voir Wu.
Sandra Wu, née le 16 mai 1976, est une joueuse professionnelle de squash représentant la Malaisie.

## Biographie
Elle est la première joueur malaisienne à remporter les championnats d'Asie junior en 1991 et répète la performance en 1993 et 1995. Elle se retire en 1998 à la suite d'une blessure au genou.
Après sa carrière de joueuse, elle travaille comme entraîneur de squash. Depuis 2005, elle a été entraîneur des équipes nationales juniors malaisiennes, en 2007, elle rejoint la fédération de Singapour et occupe différents postes jusqu'en 2016, y compris celui d'entraîneur national pour hommes et femmes. Avec la joueuse singapourienne Della Lee, elle dirige une académie de squash à Singapour. Sandra Wu est titulaire d'un baccalauréat universitaire en marketing de l'université de Northumbria.

## Palmarès

### Titres
- Championnats d'Asie par équipes : 2 titres (1996, 1998)

### Finales
- Championnats d'Asie : 3 finales (1992, 1994, 1998)